# 樫井笙人
樫井笙人（日语：／ Kashii Shōto，1968年7月25日—）是日本的男性聲優。神奈川縣出身。所屬81 Produce。2006年9月1日從Mausu Promotion轉籍。

## 特色
在聲優界裡1位配角人員，不論動畫，或是外語配音，在多數的作品裡都是演著配角的聲音。
動畫裡主要涉及角色性質與反叛角色，很強大的角色方面演的也很多，「魔法咪路咪路系列」的大臣的溫柔般的角色與「BLEACH」的大前田希千代的丑角般的角色也演出。

## 演出作品

### 電視動畫
1997年
- 劍風傳奇烙印勇士（男子A、士兵、警衛兵B 其他）
- 烈火之炎（警衛C）

1999年
- 機獸（尼洛）
- 微星小超人（爆炸頭、噴射鼴鼠）
- 魯邦三世 愛的da capo〜FUJIKO'S Unlucky Days〜（技師）

2000年
- 葛瑞格利驚悚秀THE SECOND GUEST（貧窮指揮者、布拉格）
  - 葛瑞格利驚悚秀THE LAST TRAIN（貧窮指揮者）
- 幪面貓俠（帕卡帕卡小子）
- 六門天外（福雷斯特·傑安特）

2001年
- 天使的尾巴（商店街的叔叔）
- 刃牙（約翰博士）
- 辣妹當家（工藤警官）
- 逮捕令 SECOND SEASON（中野、江東、眼鏡橋、TV乘務員、署員、攝影師、蝗蟲店、掉包者、機械工 其他）
- 棋靈王（坂卷其他）

2002年
- 奇鋼仙女樓蘭（不知火）
- 鋼鐵偵探J（岩波）
- 幸運大頭狗（柯華爾斯基、愛德加）
- 魔法咪路咪路（安倍川磯兵衛、大臣、派對客人1）

2003年
- 高機動幻想～新結行軍歌～（善行忠孝）
- 貯金大冒險（濃湯）
- 最遊記 RELOAD（蟲使）
- 獸兵衛忍風帖 龍寶玉篇（武士A）
- 真月譚 月姬（醫生）
- 廢棄公主（山賊頭目）
- 偵探學園Q（秋山雅春）
- 機魂末世錄（八木橋三郎）
- 人間交差點（情夫）
- 麥穗星之夢（大山老師、鈴成的父親）
- 魔法咪路咪路（第2季）（小金持、大臣）

2004年
- 阿嘉莎·克莉絲蒂名偵探白羅與瑪波（托斯維爾、麥克亞當首相 其他）
- 下級生2 〜瞳孔中的少女們〜（老爺爺）
- 今日大魔王！（父親）
- 銀河鐵道物語（富豪A）
- KURAU Phantom Memory（所員A）
- 琉球武士瘋雲錄（同心）
- 狂砂小子（松波）
- 抓鬼天狗幫（賣癩蛤蟆油）
- B傳說！戰鬥彈珠人（常客叔叔、長老）
- 完美超人Joe（格蘭・布魯斯）
- BLEACH（小三）
- 棒球大聯盟 1st season（解說員、管理部長）
- 馳風！競艇王（實況轉播員）
  - 馳風！競艇王V（勝木景虎、實況轉播員）
- 魔法咪路咪路（第3季）（綠寶石將軍、大臣）

2005年
- 真相之眼（調酒師）
- CLUSTER EDGE（士兵）
- 新釋 戰國英雄傳說 真田十勇士 The Animation（安國寺長老惠瓊）
- 絕對少年（主持人）
- 聖魔之血（阿姆斯特丹伯爵卡雷爾）
- 火影忍者（飛竹蜻蜓）
- BLEACH（大前田希千代）
- 棒球大聯盟 1st season（管理員）
- 烘焙王（風森）
- 洛克人EXEStream（老人巴雷爾）
- 魔法咪路咪路（第4季）（大臣）

2006年
- 魔女之刃（張）
- Oban Star-Racers（薩德）
- 玻璃艦隊（巴達克[2]）
- 銀魂（神秘影子、零食「微笑」的老闆）
- 結界師（白道）
- 砂沙美魔法少女俱樂部（老爺爺）
- 絲路少年 尤特（高力士）
- 發條武士（岡引平次、阿釜）
- 戰吼（哈珊）
- 爆球Hit! 轟烈彈珠人（鬼田一機）
- 暮蟬悲鳴時（牧野）
- REC（細目宣傳部長）

2007年
- 一騎當千 Dragon Destiny（司馬徽德操）
- 魔女獵人（店主）
- 鐵馬少年（野村正）
- 偶像宣言（舞台監督）
- 彩雲國物語2（朱溫）
- 守護甜心（教頭老師）
- 驅魔少年（黑色教團・室長D）
- 帝托拉傳奇（賈德、影仔憲兵團）
- 東京魔人學園劍風帖 龍龍（柳生宗祟）
  - 東京魔人學園劍風帖 龍龍 第貳幕（柳生宗祟）
- 暮蟬悲鳴時解（牧野）
- BLEACH（橫山平太）
- 地球防衛少年（宇白要次郎）
- 流星之洛克人（導演）
- 血色花園（羅伯特·西迪）
- 悲慘世界 少女珂賽特（庭長）

2008年
- 一騎當千 Great Guardians（司馬徽德操）
- 神槍少女 -IL TEATRINO-（約翰·杜）
- 狂亂家族日記（渡陰木）
- 哥爾哥13（蓋瑞、傑克）
- 西洋古董洋菓子店～Antique～（吉岡）
- 全力兔（強面）
- 泰坦尼亞（業者、帕雷蒂、陶爾維爾）
- 決鬥王 十字（蓋多）
- 超能少女 蘭（中井）
- 圖書館戰爭（砂川）
- 道子與哈金
- 無限之住人（酒店老闆）
- 卡片鬥士翔（毒取老師、間狩徹的管家）

2009年
- 元素獵人（總統）
- 豹頭王傳說（羅康德羅斯、加爾）
- 獸之奏者 艾琳（艾森）
- 哥爾哥13（工程師）
- 信蜂（桑德蘭博士）
- 戰場女武神（帝國軍隊長）
- 花冠之淚（克里昂）
- BLEACH（鳳橋樓十郎、五形頭）
- 小雙俠（第2作）（長老）
- 卡片鬥士翔（水妖王子傑尼斯、整人小子、賽奇嘉萊諾）

2010年
- 一騎當千 XTREME XECUTOR（水鏡老師）
- 半妖少女綺麗譚（委託人）
- 我的妹妹哪有這麼可愛！（田村家的爺爺）
- 只有神知道的世界（森田）
- 決鬥王 十字驚嚇（蓋多）
- 火影忍者疾風傳（飛竹蜻蜓）
- 花丸幼稚園 （杏的父親）
- 戰鬥陀螺 鋼鐵奇兵 爆（男子A、印度DJ）
- 四疊半宿舍，青春迷走（腦內G（扁桃體先生））

2011年
- GOSICK（拍賣商、列車長）
- 花開物語（主編、工會會員）
- 魔乳秘劍帖（水戶乳栗公）
- 便·當（老爺爺）

2012年
- 爆漫王。2（見吉步）
- 軍火女王（內務次官）
- PSYCHO-PASS（大藏信夫）

2013年
- 戀愛研究所（莉子的父親）
- 銀狐（船橋安紀彥）

2014年
- 信長之槍（泉田）
- SHIROBAKO（菅野光明）

2015年
- 食戟之靈（僧正）
- 亞爾斯蘭戰記（塔拉）
- 放學後的昴星團（理科教師）
- GATE 奇幻自衛隊 在彼方的土地，如斯的戰鬥（本位慎三）

2016年
- 從前有座靈劍山（孔嶂道人）
- 為美好的世界獻上祝福！（任務訊息C、鎮上居民A、冒險者、房仲）
- 亞人（北）
- 境界之輪迴 第2期（九十九神球拍）
- 發條精靈戰記 天鏡的極北之星（由斯庫西拉姆·特瓦克）
- 終末的伊澤塔（フェルナー）
- 名侦探柯南（真山庄司 #839）

2017年
- 時間飛船24（基布里克）
- 為美好的世界獻上祝福！2（裁判官、國王、冒險者、車夫、溫泉的管理人、可疑男子）
- 黑色推銷員NEW（上司）
- 有頂天家族2（多聞坊）
- THE REFLECTION（死亡之翼、強盗犯）
- URAHARA（琴子的父親）

2018年
- 搖曳露營△（伊藤、DJ伊藤）
- DARLING in the FRANXX（學長）
- 阿宅的戀愛太難（堂元課長）
- 京都寺町三條商店街的福爾摩斯（清水）
- 天狼 Sirius the Jaeger（華田喜助）
- 關於我轉生變成史萊姆這檔事（凱多）
- RELEASE THE SPYCE（老人）

2019年
- 我們真的學不來！（理珠的父親）
- 胡蝶綺 ～少年信長～（齋藤義龍）
- 平凡職業造就世界最強（伊什塔爾·蘭戈柏爾德）

2020年
- 掠奪者（常客爺爺、肉店大叔）
- 神推偶像登上武道館我就死而無憾（吉宗）
- 機獸戰記 狂野爆發 ZERO（店主）
- 慕留人-火影忍者新世代-（山岡）
- 多美卡友情合體 Earth Granner（驅動馬力）
- 超異域公主連結 Re:Dive（商人）
- 闇影詩章（龍崎茂文）
- 阿爾蒂（安傑洛的父親）
- 棒球大聯盟2nd 第2期（五木中監督）
- 噴嚏大魔王2020（門屋馬製作人）
- 異常生物見聞錄（劉生）

2021年
- 關於我轉生變成史萊姆這檔事 第2期（凱多）
- 約定的夢幻島 Season 2（鬼）
- 工作細胞BLACK（皮脂腺細胞）
- 比方說，這是個出身魔王關附近的少年在新手村生活的故事（柯帕）
- 搖曳露營△ SEASON2（伊藤）
- 月光下的異世界之旅（尼魯基斯多利）
- 月與萊卡與吸血公主（薩加洛維奇）

2022年
- 平凡職業造就世界最強 2nd season（伊什塔爾·蘭戈柏爾德）
- 秘密內幕～女警的反擊～（會社役員）
- Delicious Party ♡ 光之美少女（轟）
- 天才王子的赤字國家重生術（柯西默）
- Estab-Life Great Escape（神父、市民、模範囚）
- 青之蘆葦（雙海濱監督）
- 契約之吻（蘆屋正昭）
- BLEACH 千年血戰篇（鳳橋樓十郎）
- 孤獨搖滾！（居酒屋老闆）

2023年
- MIX 2ND SEASON ～第二個夏天，邁向晴空～（解說、大熊）
- 為美好的世界獻上爆焰！（切K烙、艾莉絲教徒、駕駛、托馬斯、冒險者）
- 帶著智慧型手機闖蕩異世界。2（高坂政信）
- 屍體如山的死亡遊戲（偽赴火之蟲）
- 女神咖啡廳（白菊的父親）
- BLEACH 千年血戰篇-訣別譚-（鳳橋樓十郎、大前田希千代）
- 百姓貴族（駭客、農家A、傑克、實習老師、火星開拓團〈莫霍克頭〉）
- 聖劍學院的魔劍使（卡斯特拉斯·尼凱歐）

2024年
- 戰國妖狐（灼岩的父親）
- 烈焰先鋒 救國的橘衣消防員（係長）
- 關於我轉生變成史萊姆這檔事 第3期（凱多）
- 為美好的世界獻上祝福！3（貴族、騎士、商人、冒險者）
- 戰國妖狐 千魔混沌篇（灼岩的父親）

2025年
- 魔法製造者～異世界魔法的製作方法～（阿爾馮斯）
- 這公司有我喜歡的人（企劃部部長）
- 小市民系列 第2期（山里）
- Silent Witch 沉默魔女的祕密（學園長、賽蓮蒂亞學園長）
- 地縛少年花子君2（爺爺）
- 給不滅的你 Season3（和光[3]）

### 劇場版動畫
- 明天也要打起精神！（男子）
- 鹹蛋貓2 快樂大作戰（老師）
- 人狼 JIN-ROH
- 劇場版BLEACH系列（大前田希千代）
  - 劇場版BLEACH 鑽石星塵的反叛：另一把冰輪丸
  - 劇場版BLEACH Fade to Black 呼喚你的名字

2019年
- 劇場版 為美好的世界獻上祝福！紅傳說（切K烙）

### Web動畫
- 亡念之扎姆德（農家的男子）
- 幕末機關說（勝海舟）

### OVA
- 西部曠野天使（客人）
- 發明工坊（布里安尼）
- 鬼公子炎魔（丸腰）
- 櫻花大戰 櫻華絢爛（鎮上的人們）
- 思春期美少女合體機器人 吉麥恩（操作人員）
- 珍遊記 -太郎與愉快的夥伴們-（中村帶造）
- 低俗靈DAYDREAM（中年男）
- 遙遠時空2-白龍神子-（棟梁）
- 厄夜怪客（上校）

### 遊戲
- 裝甲的核心 最後的傭兵（魅影、恩傑姆吉）
- 無限傳說（約瑟夫、安森）
- 一點作戰5 埋沒的戰爭
- 一騎當千 Shining Dragon（司馬懿 德操）
- 鬼武者2
- 塗鴉王國
- 高機動交響曲GPO綠之章 ～狼與他的少年～（善行忠孝）
- 高機動交響曲GPO青之章 ～從光海送信～（善行忠孝）
- 康布里安QTS ～變成化石～（周・村上）
- 機甲武裝G布萊克 ～第三次克勞迪亞大戰～（尤基德・馬歇爾）
- 機甲武裝G布萊克2 同盟的反擊（尤基德・馬歇爾）
- 鬼哭街（米海爾・史圖格雷夫）
- 九龍妖魔學園紀（境玄道、鴉室洋介）
- 凱蜜歐傳說
- 高機動幻想岡帕拉德·馬區（善行忠孝）
- 戰神 (動作遊戲)戰神（船長、漁夫）
- 戰神II 往終焉的序曲（神官2）
- XI JUMBO
- 琉球武士瘋雲錄（布里金、猿太郎、道場師範）
- 捉猴啦系列（黃猴子）
- 3年B組金八先生 傳說的講座成立！（相澤薰）
- 日出英雄譚R（霍華、團長、OZ士兵、吉爾伽美什士官、馬達爾士官、德瑞克軍士兵B）
- 日出英雄譚2（霍華、克的騎士、OZ士兵、叛亂軍一般兵、巴拉蘭特士官、馬達爾士官、幽谷構成員、叛亂軍一般兵）
- 式神之城II（金大正）
- 式神之城 七夜月幻想曲（金大正）
- 星際大戰四部曲：曙光乍現
- Star Ocean -Till the End of Time- Star Ocean3（士兵）
- Star Ocean -Till the End of Time- DIRECTOR'S CUT Star Ocean3（士兵）
- 戰國BASARA系列（士兵、其他）
- 偵探 神宮寺三郎 Innocent Black（吉井誠）
- 偵探 神宮寺三郎 KIND OF BLUE（高品輝夫）
- 花冠の大地（克里昂、副官）
- Twelve〜戰國封神伝〜（黑衣清清、年倉）
- 東京魔人學園劍風帖（新井龍山、柳生宗崇）
- 東京魔人學園外法帖（柳生宗崇、服部半藏、金剛和尚）
- 暮蟬悲鳴時祭
- Final Fantasy XII
- 血淋淋的吼聲4（毒島）
- 美少女夢工場（國王）
- 最後一戰3
- 星星魔法（富彥）
- 武藏傳II 刀鋒大師（村人・敵方角色）
- 迷惑星人恐慌工廠（旁白、超老、卡洛斯・奧利維拉、OP哼歌的混混）
- 機械勇士 4名傭兵（漢尼拔、達維翁皇子）
- 戰鬥陀螺 鋼鐵奇兵 竭盡全力運動場（Dr.貝爾維特）
- 馳風！競艇王V（勝木影虎）
- Yo-Jin-Bo〜命運的佛洛伊德〜（塙彌兵衛）
- 立體忍者活劇 天誅 貳（蛄蝓）
- 魯邦三世 為魯邦而死、為錢形戀愛
- 彩虹6 維加斯
- 彩虹6 維加斯2（米格爾・卡布雷羅）

### 外語配音
- 小教父（鮑伯・雪爾登（雷夫·賈雷特））
- 暫時停止接觸（麥克（雷諾·威爾遜）、盧恩德斯教授（克里斯丁·奧伯特））※電視版
- 急診室的春天（善・高田（蓋迪·渡邊））
- 玫瑰人生 (電影)玫瑰人生（雷蒙・阿索（麥克·巴伯））
- 艾德私人頻道（約翰）
- 全民公敵（約翰・賓漢（伊恩·哈特））※電視版
- 半夜鬼上床（佛萊迪·克魯格（羅伯特·英格蘭））※DVD版
- 艾莫奇遇记（垃圾蒙1）
- 瞞天過海（小顏（秦少波））
- 火車頭日記（珀西瓦爾先生、有名的畫家、波克斯福特公爵、港口作業員）※東京電視台版
  - 火車頭日記 齊聚一堂！前進出發（作業員、機場的負責人）
  - 救救湯瑪士！！ 神秘山（珀西瓦爾先生）
  - 火車頭日記 傳說的英雄（波克斯福特公爵）
- 王冠（達布斯）
- 教父（保利・嘉圖（強尼·馬丁諾）、法布里齊奧）※DVD版
- 歐米茄密碼
- 絕地任務（騎著摩托車的年輕人（蕭恩·史凱爾頓）、麥考伊（史蒂夫·哈里斯））※朝日電視台版
- 雷鳥神機隊 劇場版（葛雷格・馬丁（DVD版））
- 陰風陣陣
- 驚天動地60秒（法茲・弗里澤爾（鮑迪·艾爾夫曼））※軟體版
- 笑傲江湖（不戒（臧金生））
- 星艦奇航記II：星戰大怒吼（帕維爾・安德烈維奇・契可夫（華爾特·克尼格））
  - 星艦奇航記III：石破天驚（帕維爾・安德烈維奇・契可夫（華爾特·克尼格））
  - 星艦奇航記IV：搶救未來（帕維爾・安德烈維奇・契可夫（華爾特·克尼格））
  - 星艦奇航記V：終極先鋒（帕維爾・安德烈維奇・契可夫（華爾特·克尼格））
- 城市大贏家（卡特・海伍德（麥可·鮑特曼））
- 一吻定江山（傑森・衛（詹姆斯·法蘭科））
- 蝙蝠俠：開戰時刻
- 臥底女警
- 香草天空（愛德蒙・溫圖拉（諾亞·泰勒））
- 老師不是人（蓋伯・桑圖拉（亞瑟小子））※電視版
- 恐龍戰隊（戴西巴特（金·史特勞斯））
- 諾曼第大空降（唐納德・麥拉基中士）
- 美麗境界（索爾（亞當·哥爾德柏格））
- 變臉（盧米斯（麥特·羅斯））※朝日電視台版
- 軍團要塞2（薩多）
- 阿甘正傳
- 搶救雷恩大兵（史坦利（魚）・梅里許二等兵（亞當·哥爾德柏格））※軟體版
- 愛的種子（葛萊姆斯（羅伯特·諾特））
- 重返鐵達尼（陶森德（班·丹尼爾斯））
- 炸彈追殺令
- 神鬼認證：神鬼疑雲（約翰・尼芬斯（提姆·葛利芬））※軟體版
- 恐怖俱樂部（帕特曼）
- 忍者龜(史普林特（達倫·鄧斯坦）
- 霹靂嬌娃
- 絕世英豪（路易吉・范普（J·B·法蘭克））
- 魔鬼命令之患難兄弟（彼得森（艾瑞克·布萊森）/GR80）
- 終極尖兵
- 消失在第七大街（保羅（約翰·李奎薩摩））
- 書劍恩仇錄(張召重（郭亮）)
- 酷狗寶貝（文斯（史蒂夫·波克斯））
- 愛情合作社（麥特爾・伯特蘭（尚-馬克·巴爾））
- 玩命關頭（李昂（強尼·史壯））※DVD版

### 外語配音（動畫）
- 芭蕾小精靈
- 男孩與冤家貓
- 我的麻吉是猴子
- 最強武將傳 三國演義（夏侯楙）
- 新蝙蝠侠（柯克・蘭格史東、東尼・史可）
- 魚樂圈
- 放牛吃草（威利兄弟）
- 飛哥與小佛（鴨嘴獸佩里、羅倫斯・佛萊契爾）
- 忍者龜 2003年版（史普林特、機械史普林特）

### 連續劇CD
- CD連續劇 奇談系列（河合純也）
- 滾石CD連續劇 Yo-Jin-Bo 蒼月城的魔劍 前奏（最行和尚）
- 連續劇CD 九龍妖魔學園紀（堺玄道、鴉室洋介）
- 連續劇CD 野性類戀人（惠特曼）

### 特攝
- 假面騎士電王（華斯普伊魔神的聲音）

### 舞台
- Yo-Jin-Bo 蒼月城的魔劍（最行和尚） - 吉祥寺 前進座劇場 2005年2月4日、5日

## 來源
1. ↑  . 81 Produce.   [2019-04-21]. （原始内容存档于2021-01-31）.
2. ↑  . GONZO官方網站.   [2016-05-16]. （原始内容存档于2020-11-04）.
3. ↑  . Comic Natalie. 2025-07-04  [2025-07-04]. （原始内容存档于2025-07-04） （日语）.

## 外部連結
- 81 Produce公開簡歷 （页面存档备份，存于） （日語）